# 1807
Cette page concerne l'année 1807  du calendrier grégorien.
L'année 1807 est une année commune qui commence un jeudi.

## Événements
- 5 janvier, Maldonado : nouvelle invasion du Río de la Plata par les Britanniques[1].

- 2 février : les Britanniques s'emparent de Montevideo. Ils occupent la ville jusqu’en septembre. En juillet, ils tentent sans succès de prendre Buenos Aires[1].

- 2 mars : interdiction de l'importation d’esclaves, sans abolition de l’esclavage aux États-Unis[2]. La loi n’est pas appliquée et 250 000 esclaves auraient été débarqués illégalement avant la guerre de Sécession.

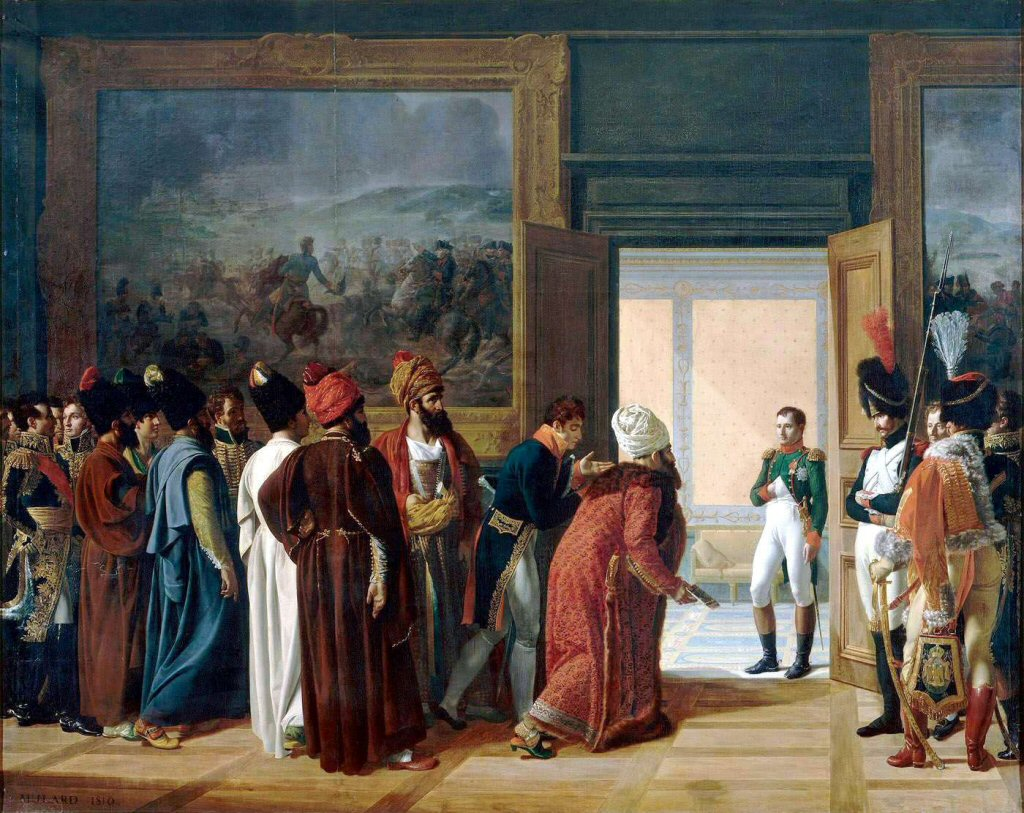
4 mai : traité de Finkenstein.

- 4 mai : traité d’alliance franco-perse de Finckenstein[3]. Le chah envoie un représentant à Tilsit. Cette alliance, dirigée contre les Russes garantit au chah le soutien de Napoléon Ier dans son projet d’invasion du Khorasan, province indienne sous contrôle britannique.
- 29 mai : le sultan ottoman Sélim III est déposé par son cousin Mustafa IV, qui profite de la révolte des Janissaires, mécontents de la poursuite de la réforme de l’armée dans l'Empire ottoman, et voulant sauvegarder leurs privilèges[4]. Sélim III est emprisonné et Mustafa IV abandonne le programme de réformes (Nizam-i djedid) (fin de règne en 1808).

- 10 juin : des navires russes bombardent des établissements japonais à Iturup (Kouriles) et incendient des bateaux[5]. Le Shogunat envoie un administrateur à Ezo (Hokkaidō).

- 7 septembre : arrivée à Canton de Robert Morrison, premier missionnaire protestant en Chine[6].

- 18 décembre : l’Embargo Act ferme les ports américains[7].

- Soulèvement des Tibétains du Kokonor contre la Chine[8].

### Afrique
- 14 mars : cyclone à La Réunion. Les Grandes avalasses de décembre 1806 et janvier 1807, la sécheresse qui suit et le cyclone du 14 mars mettent fin aux cultures du caféier et du giroflier à l'île de la Réunion. Elles sont remplacées par la canne à sucre[9].
- 19 mars : la flotte britannique, sous les ordres du général Fraser (en) occupe Alexandrie pour aider les Mamelouks opposés à Méhémet Ali et empêcher un rapprochement franco-égyptien[10].
- 4 avril : mort de l'Almamy du Fouta-Toro Abdoul Kader Kane[11] Évincé du pouvoir par les grands dignitaires du Fouta (Jaggorde), il s'allie au Gajaaga et au Khasso mais est tué  par les forces du Bundu et du Kaarta, avec la complicité du parti torodo de la deuxième génération[12]. Sa mort donne le pouvoir aux membres du Jaggorde, jusqu'à la fin du Royaume en 1881. Les Almamy suivants ne sont plus nommés par l'ensemble de la population mais par ces jagoordo, chefs des cinq grandes familles. La stratification sociale perdure sous d'autres formes. La révolution torodo n'a donc pas atteint ses objectifs majeurs. La féodalité torodo se substitue à celle des Denyankobé.
- 21 avril : les troupes de Fraser sont battues à Rosette par Méhémet Ali[10].

- Juin : le roi Ashanti Osei Bonsu attaque le fort britannique d’Anomabu pour s’assurer un débouché sur le golfe de Guinée[13]. Les Ashanti razzient les tribus du sud du Ghana actuel (1807, 1811 et 1814)[14].

- 6 septembre : Napoléon Ier reçoit au château de Saint-Cloud une ambassade du sultan du Maroc Mulay Slimane[15]. Le sultan libère les prisonniers chrétiens détenus au Maroc et supprime la course et la traite des esclaves[16].
- 19 septembre : les Britanniques se retirent d’Égypte[17]. Méhémet Ali accorde son pardon aux Mamelouks qui ont aidé les Britanniques.

- Guerre sainte d'Usman dan Fodio, qui s’empare du Katsina au début de l’année, puis de Zaria et de Kano à la fin de l’année[18].

### Europe

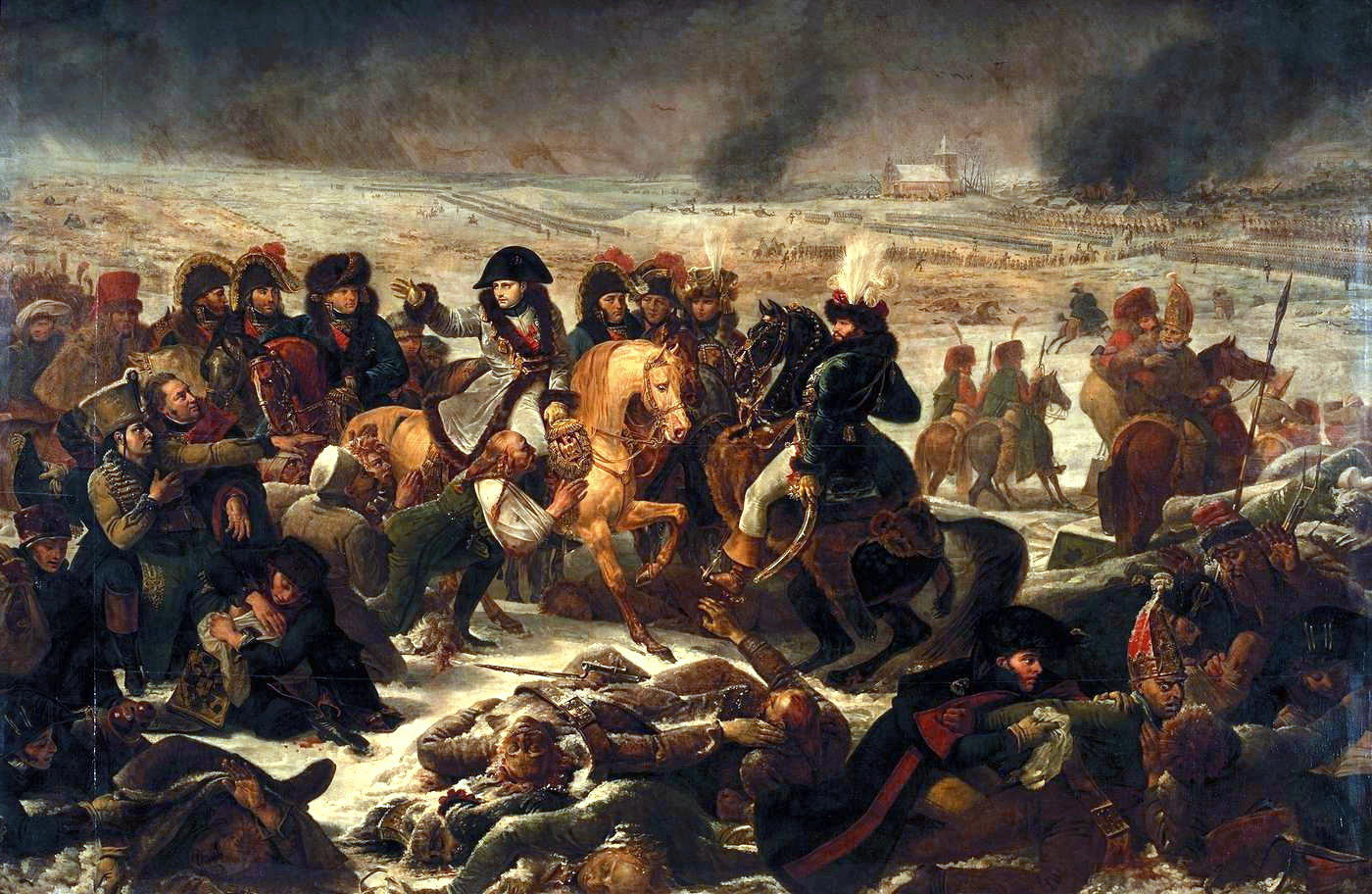
8 février : Napoléon à Eylau par Antoine-Jean Gros.

- 3 janvier, Königsberg : Stein est démis de ses fonctions par le roi Frédéric-Guillaume III de Prusse[19]. Durant sa retraite, il rédige le Mémoire de Nassau (Nassauer Denkschrift. 1807) dans lequel il présente ses projets de réformes[20] ; il préconise d’abattre les barrières douanières et de combattre le corporatisme.
- 6 janvier, guerre russo-ottomane : prise de Bucarest par les troupes Russes[4].
- 7 janvier : un Ordre du conseil met en état de blocus les ports français et des colonies par la marine britannique[21].
- 13 janvier : création d’un « Comité chargé de la sécurité générale » en Russie[22].
- 30 janvier : début du siège de Stralsund[23].

- 8 février : victoire indécise de Napoléon à la bataille d'Eylau, contre les forces russo-prussiennes, qui battent en retraite[24].
- 16 février : combat d'Ostrolenka[25].

- 25 mars : acte de Plymouth. Le Parlement britannique déclare illégal le trafic des esclaves[26]. Le commerce des esclaves est interdit aux sujets britanniques et dans l'Empire britannique.
- 31 mars : début du ministère tory du William Henry Cavendish Bentinck, duc de Portland, Premier ministre du Royaume-Uni (fin le 4 octobre 1809)[27].

- 24 mai : la Grande Armée prend Danzig[28].

- 4 - 7 juin : victoire russe sur la France à la bataille de Guttstadt[24].
- 10 juin : victoire française sur la Russie à la bataille d'Heilsberg[24].
- 14 juin : victoire de Napoléon à la bataille de Friedland[3]. L’offensive russe est brisée sans que l’armée russe soit détruite.

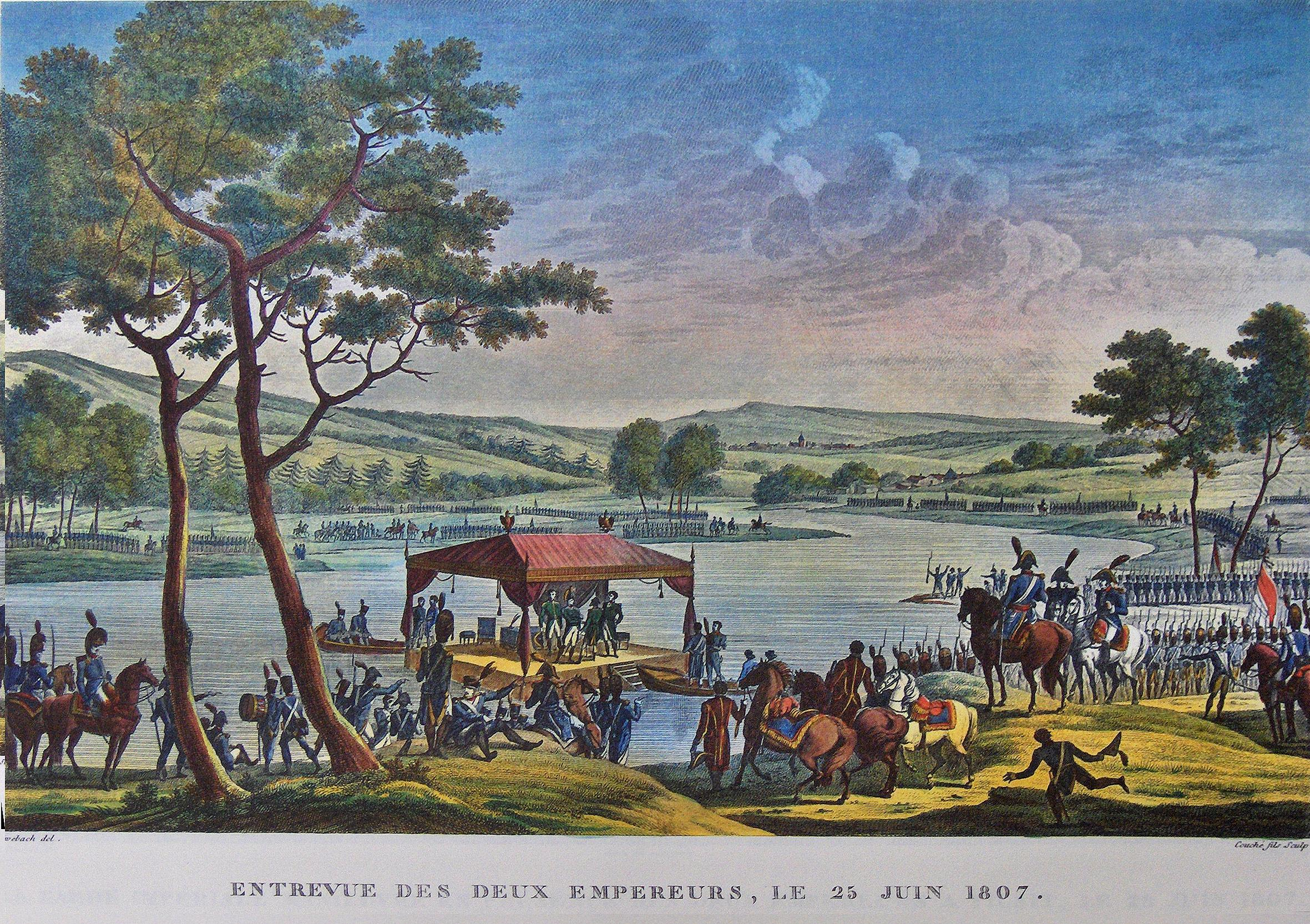
25 juin : entrevue de Tilsit.

- 25 juin : entrevue de Tilsit, sur le Niémen, entre le tsar Alexandre Ier de Russie et Napoléon Ier (fin le 9 juillet)[3]. Par cet accord secret, Napoléon laisse au tsar les mains libres en Suède. En échange de quoi, la Russie accepte d’adhérer au blocus continental contre le Royaume-Uni. Une clause prévoit également le démembrement des possessions européennes de la Turquie et leur partage entre la Russie et la France. La Russie reconnaît la création du grand-duché de Varsovie au détriment de la Prusse, que l’on confie au roi de Saxe.

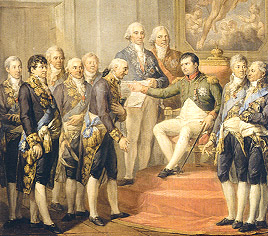
22 juillet : Napoléon remet la Constitution au Grand duché de Varsovie (1807). Peinture de Marcello Bacciarelli, Musée national, Varsovie.

- 7 juillet : traité de Tilsit. Fin de la Quatrième Coalition. Paix entre la France et la Russie, puis entre la France et la Prusse (9 juillet)[24]. La Russie cède à la France les îles Ioniennes, occupées depuis 1799, et signe une paix blanche avec la Turquie (elle évacue la Moldavie et la Valachie mais conserve la Bessarabie). La Prusse voit son territoire réduit et perd la moitié de sa population (Royaume de Westphalie, sur lequel règne Jérôme Bonaparte et Grand-duché de Varsovie). Son armée est réduite à 42 000 hommes. La Russie et la Prusse adhèrent au Blocus continental.
  - Napoléon fonde le grand duché de Varsovie à la paix de Tilsit avec des provinces enlevées à la Prusse (Mazovie, Cujavie, Posnanie). Dantzig devient ville libre (fin en 1814). Le Grand Duché est doté d’une constitution libérale inspirée par le Code civil français. Le roi Frédéric-Auguste Ier de Saxe gouverne avec six ministres et dispose de pouvoirs étendus ; un Parlement (Sejm) à deux chambres réunit les députés nobles et non-nobles. Le pays est divisé en six départements avec des préfets et des sous-préfets. C’est un État centralisé, loin de l’ancienne « anarchie polonaise ». Le roi de Saxe ne se rendra que quatre fois dans le duché et laisse gouverner ses ministres, dont les principaux sont le ministre de la justice Félix Łubienski (1758-1848) et le ministre de la guerre Józef Poniatowski. Ils sont étroitement surveillés par le maréchal Davout qui commande les troupes impériales. Les cercles dirigeants sont dominés par les réformateurs du 3 mai, tandis que les radicaux comme Hugo Kołłątaj sont écartés des responsabilités et que les conservateurs hostiles au code Napoléon regardent vers la Russie. Les partisans du système sont les bourgeois, les militaires et les fonctionnaires. Le grand-duché héréditaire de Varsovie compte 2,6 millions d’habitants sur une superficie de 103 000 km2. Il comprend les territoires pris par la Prusse lors des deux derniers partages et le district de Białystok donné par le tsar. Le port de Danzig reste une ville libre sous contrôle de la France en raison du blocus continental.
- 13 juillet : reprise des hostilités entre la France et la Suède[24].
- 22 juillet : promulgation de la Constitution du duché de Varsovie[29]. Les patriotes polonais souhaitent le rétablissement de la Constitution de 1791, mais Napoléon impose un « statut constitutionnel du grand-duché de Varsovie » tenant compte des spécificités du pays.
- 25 juillet : le roi de Prusse désigne une commission de réorganisation militaire présidée par le général Scharnhorst[30] ; avec notamment Neithardt von Gneisenau, elle réorganise l’armée prussienne (service national obligatoire), qui devient l’une des plus importantes forces armées de l'Europe (1807-1809).
- 28 juillet, Dresde : Napoléon somme le Portugal d’appliquer le Blocus continental[31].

- 20 août : capitulation de Stralsund[24].

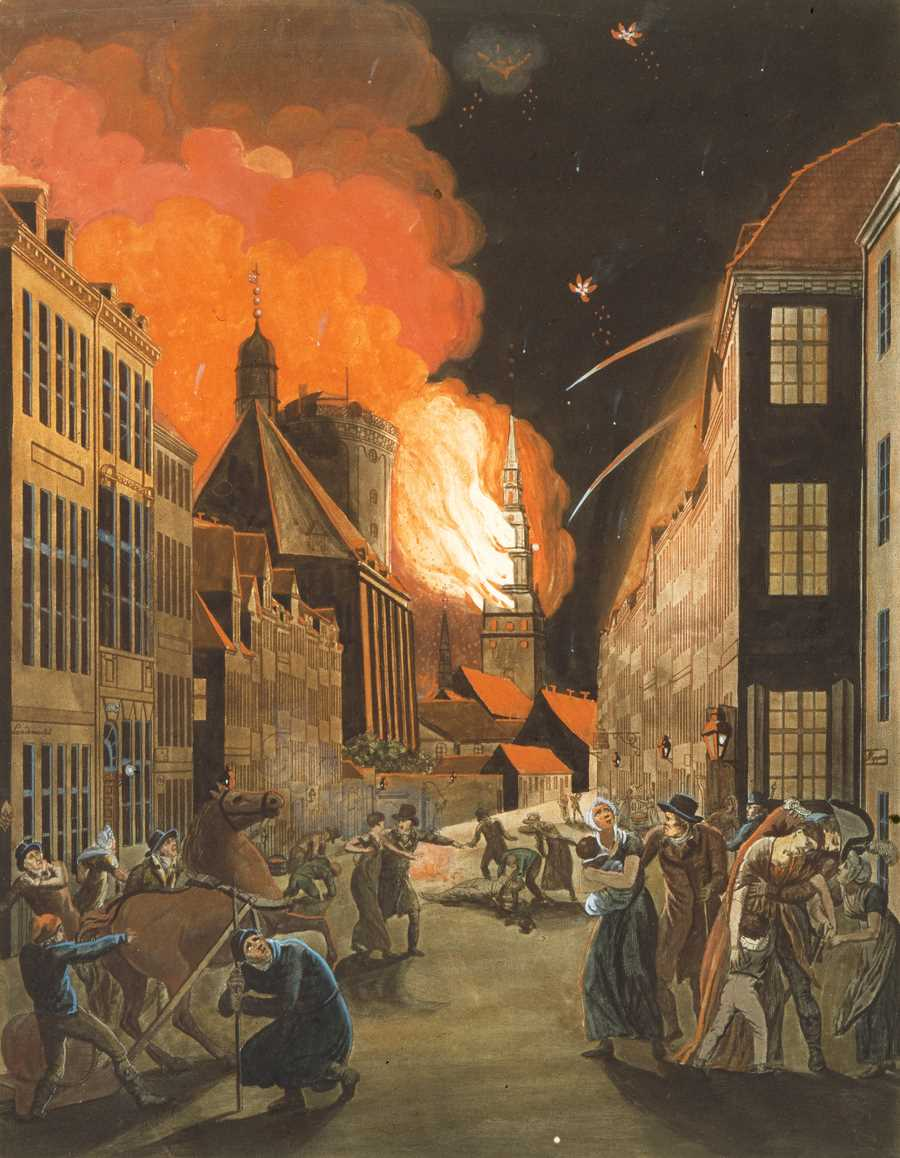
2-5 septembre : bombardement de Copenhague.

- 2 - 5 septembre : bombardement de Copenhague par la flotte britannique[32]. La Seconde Bataille de Copenhague, commencée le 16 août, prend alors fin. Les Britanniques s’emparent de la flotte de guerre danoise et neutralisent la flotte de commerce.
- 5 septembre (24 août du calendrier julien) : armistice russo-turc signé à Slobozia[4].

- 9 octobre : décret proclamant la liberté individuelle et le droit de propriété, mettant un terme au servage héréditaire en Prusse[33].
  - Rappelé en septembre après Tilsit, Stein poursuit son œuvre de réformes et contribue à la modernisation de l’État prussien : le système des castes et le servage sont abolis, les restrictions sur la vente des terres aux roturiers sont levées et l’administration du royaume est totalement réorganisée selon les préceptes mis en place par la Révolution française.
- 22 octobre : la France déclare la guerre au Portugal[31].
- 27 octobre : traité de Fontainebleau. Projet de partage du Portugal entre la France et l’Espagne[31].
- 28 octobre, Espagne : arrestation du prince héritier Ferdinand[34]. À la cour d'Espagne, des intrigues dirigées par le prince héritier Ferdinand se nouent contre Godoy, accusé d’avoir livré le pays. Ferdinand est arrêté pour rébellion sur ordre du roi. Napoléon intervient pour que le roi pardonne à son fils, mais l'impopularité de Godoy grandit.
- 31 octobre : le Danemark contracte une alliance avec la France à Fontainebleau[24]. Il rejoint le Blocus continental. Les relations sont coupées avec la Norvège, qui se dotera d’une Constitution (celle d’Eidsvold, en 1814) et d’un roi.

- 1er novembre : la Russie déclare la guerre au Royaume-Uni[35].

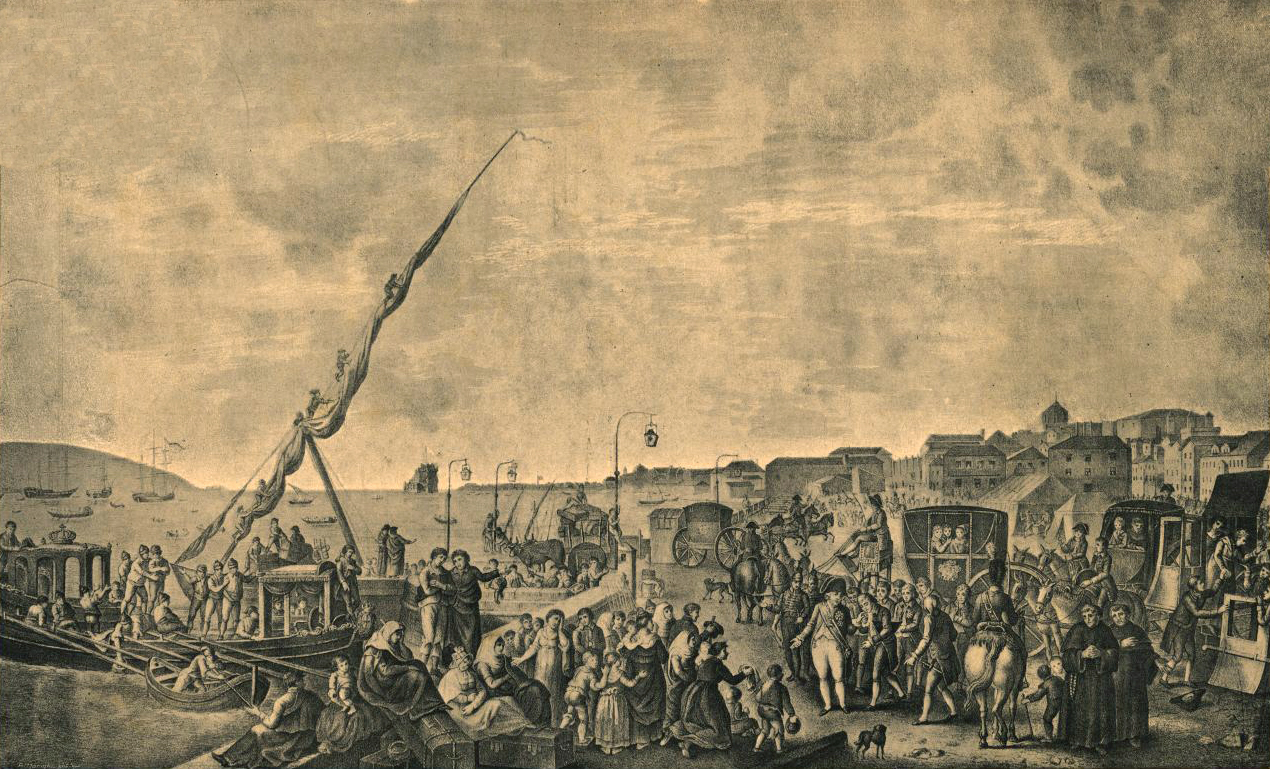
27 novembre : embarquement de la famille royale portugaise à Belém pour le Brésil.

- 20 novembre : première invasion napoléonienne au Portugal. L’Espagne accorde le passage aux troupes françaises de Junot qui atteint Castelo Branco le 20 novembre[36]. Des garnisons françaises s’établissent en Espagne pour assurer la sécurité des communications entre la France et le Portugal.
- 26 novembre : le conseil d’État du Portugal annonce le transfert de la famille royale et de la cour au Brésil. Un Conseil de régence est désigné[37].
- 27 novembre : le prince-régent Jean VI de Portugal s'embarque de Lisbonne vers le Brésil avec la famille royale et la cour et y transfère le siège du royaume[37].
- 28 novembre : la souveraine de Toscane Marie-Louise est invité à quitter Florence[38]. Les Français occupent Livourne, soupçonnée de se livrer à la contrebande avec le Royaume-Uni.
- 30 novembre : les Français entrent dans Lisbonne[31]. Le drapeau portugais est retiré du château Saint-Georges malgré le mécontentement du peuple. À Porto et à Évora se forment des juntes qui assument le pouvoir.

- 17 décembre : décret de Milan ; saisie de tout navire ayant touché au Royaume-Uni et payé la taxe de 25 % exigée par les Britanniques pour autoriser les neutres à entrer dans les ports européens[21].
- 25 décembre : abolition du servage dans le duché de Varsovie par un décret royal, en application du statut constitutionnel du 22 juillet[39]. Les paysans obtiennent le droit de quitter leurs terres, mais le seigneur en garde la propriété. Peu d’entre eux partent, sauf ceux qui s’engagent dans l’armée.

- Speranski devient principal conseiller du tsar Alexandre Ier de Russie pour les questions d’administration[40].

## Naissances en 1807
- 3 janvier : François-René Moreaux, peintre et photographe franco-brésilien († 25 octobre 1860).
- 7 janvier : Johann Geyer, peintre allemand († 26 novembre 1875).
- 11 janvier : Ezra Cornell, homme d'affaires et homme politique américain († 9 décembre 1874).
- 14 janvier : Isidore Valleix, médecin français († 12 juillet 1855).
- 26 janvier : Giuseppe Macinata, peintre néoclassique italien († 9 juin 1874).

- 1er février : Cyprien Robert, linguiste français († 1865?).
- 14 février : Max Emanuel Ainmiller, peintre et maître-verrier bavarois († 8 décembre 1870).

- 8 mars : Alphonse Thys, compositeur français († 1er août 1879).
- 17 mars : August Ferdinand Hopfgarten, peintre allemand († 28 juillet 1896).
- 21 mars : Frédéric Peyson, peintre français († 13 janvier 1877).
- 25 mars : Dominique Alexandre Godron, médecin, botaniste, géologue et spéléologue français († 16 août 1880).

- 16 avril : Étienne Mélingue, acteur, sculpteur et peintre français († 1875).

- 28 mai : Louis Agassiz, zoologiste, ichtyologue et géologue américain d'origine suisse († 14 décembre 1873).

- 6 juin : Adrien-François Servais, violoncelliste et compositeur belge († 26 novembre 1866).
- 14 juin : Ivan Sochenko, peintre russe († 31 juillet 1876).
- 18 juin : Adolphe Dechamps, homme politique belge († 19 juillet 1875).
- 28 juin : Gustav Heinrich Emil Ohlert, zoologiste allemand († 8 mars 1871).

- 2 juillet : Achille Allier, historien français († 3 avril 1836).
- 4 juillet : Giuseppe Garibaldi, général et homme politique niçois († 2 juin 1882).
- 10 juillet : Caroline Pavlova, poétesse et romancière russe et traductrice de l'allemand († 2 décembre 1893).
- 12 juillet : Andrew Reeder, homme politique américain († 5 juillet 1864).
- 17 juillet : Nicolas-Hippolyte Labrousse, ingénieur naval et amiral français († 22 août 1871).
- 11 août : Karl Würbs, peintre bohémien († 6 juillet 1876).
- 12 août : George Busk, chirurgien, zoologiste et paléontologue britannique († 10 août 1886).
- 13 août : Kaspar Braun, peintre, dessinateur, illustrateur, graveur sur bois, et éditeur allemand († 29 octobre 1877).
- 15 août : Jules Grévy, président de la République française († 9 septembre 1891).
- 19 août : Jane Wells Webb Loudon, écrivaine de science-fiction, autrice de The Mummy! (†13 juillet 1858)
- 24 août : Jules Verreaux, ornithologue français († 7 septembre 1873).
- 2 septembre : Fredrika Runeberg, romancière finnoise († 27 mai 1879).
- 7 septembre : Johann Wilhelm Schirmer, peintre allemand, premier directeur de l'académie des beaux-arts de Karlsruhe († 11 septembre 1863).
- 9 septembre : Jean-François Brémond, d'histoire français († 2 mars 1868).
- 16 septembre : Jean Murat, peintre français († 25 septembre 1863).
- 17 septembre : Ignaz Lachner, compositeur et chef d'orchestre allemand († 25 février 1895).
- 19 septembre : Pierre Adrien Graillon, sculpteur, dessinateur, peintre, lithographe et écrivain français († 14 décembre 1872).

- 5 octobre : Constant Dutilleux, peintre, dessinateur et graveur français († 21 octobre 1865).
- 17 octobre : Louis-Henri de Rudder, peintre d'histoire, de genre, portraitiste et illustrateur français († 11 août 1881).
- 21 octobre :
  - Hilarión Eslava, compositeur et musicologue espagnol († 23 juillet 1878).
  - Napoléon Henri Reber, compositeur français († 24 novembre 1880).

- 6 novembre : Leonardo Alenza, peintre romantique espagnol † 30 juin 1845).
- 16 novembre : François Hainl, chef d'orchestre, violoncelliste et compositeur français († 2 juin 1873).
- 24 novembre : Angelo Inganni, peintre italien († 2 décembre 1880).
- 26 novembre :
  - Pierre-Antoine Labouchère, peintre français († 28 mars 1873).
  - William Sidney Mount, peintre américain († 19 novembre 1868).

- 4 décembre : Joseph Fricero, peintre français († 26 septembre 1870).
- 9 décembre : Paul Chenavard, peintre français († 12 avril 1895).
- 15 décembre :
  - Auguste-Barthélemy Glaize, peintre d'histoire et de genre français († 8 août 1893).
  - Giuseppe Pecci, cardinal et jésuite italien († 8 février 1890).
- 18 décembre : Gatien Marcailhou, musicien français († 25 décembre 1855).
- 19 décembre : Joseph Neuville, homme politique belge († 7 juillet 1890).

- Date inconnue :
  - Abdülkerim Nadir Pacha, chef militaire de l'Empire ottoman († 1883).
  - Giacomo Rossetti, peintre et photographe italien († 1882).
  - Hector Serres, pharmacien, scientifique et homme politique français († 1899).
  - Shuki Okamoto,  peintre de fleurs et d'oiseaux, japonais († 1862).
  - Domenico Tojetti, peintre italo-américain († 1892).
  - Florencio Varela, écrivain, journaliste, homme politique, juriste et pédagogue espagnol puis argentin († 20 mars 1848).
  - Juan Yust, matador espagnol († 5 septembre 1842).

## Décès en 1807
- 5 février : Pascal Paoli, patriote et chef d'État corse (° 5 avril 1725).

- 4 mars : John Lees, homme politique canadien (° vers 1740).
- 16 mars : Pierre Lassus, chirurgien français (° 11 avril 1741).

- 4 avril : Joseph Jérôme Lefrançois de Lalande, astronome français (° 11 juillet 1732).
- 20 avril : Vincenzo Martinelli, peintre italien (° 20 juin 1737).
- 28 avril : Jacob Philipp Hackert, peintre allemand (° 15 septembre 1737).

- 11 juillet : George Atwood, physicien britannique (° 1746).
- 27 juillet : Pierre Marie Auguste Broussonet, naturaliste français (° 19 janvier 1761).

- 4 ou 14 août : Jacques Gabriel Louis Leclerc de Juigné, militaire français (°14 mai 1727).

- 10 septembre : Pierre-Antoine Demachy, peintre français (° 17 septembre 1723).
- 12 septembre : François Blanchot de Verly, officier général et administrateur colonial français, gouverneur du Sénégal (° 22 novembre 1735).
- 18 septembre : Franciszek Smuglewicz, dessinateur et peintre polono-lituanien (° 6 octobre 1745).

- 4 octobre : Mariano Rossi, peintre italien (° 8 décembre 1731).
- 22 octobre : Jean-François Houbigant, parfumeur à Paris (° 21 décembre 1752).

- 5 novembre : Angelica Kauffmann, portraitiste suisse (° 30 octobre 1741).
- 11 novembre : Jean-Édouard Adam, chimiste et physicien français (° 11 octobre 1768).
- 24 novembre : Joseph Brant, chef de guerre des amérindiens Mohawk (° mars 1743).

- 2 décembre : François-Joseph Manisfeld, peintre et dessinateur français (° 3 décembre 1742).
- 19 décembre : Melchior Grimm, diplomate et homme de lettres (° 26 décembre 1723).

- Date précise inconnue :
  - Magloire Ambroise, officier supérieur dans l'armée coloniale française et général de l'armée révolutionnaire haïtienne (° 1774).
  - Margaret Essex, compositrice anglaise (° 1775).

- Vers 1807 :
- Jean-Louis Annecy, homme politique français originaire de Saint-Domingue (° vers 1758).